# Nastini
Nastini es una tribu de insectos coleópteros curculiónidos pertenecientes a la subfamilia Entiminae. Comprende un solo género: Nastus. 

## Especies
- Nastus albinae	Formanek
- Nastus anatolicus	Braun 1993
- Nastus carinicollis	Braun 1993
- Nastus macedonicus	Braun 1993
- Nastus stierlini	Faust
- Nastus trapezicolloides	Braun 1993